# Mary Bridges-Adams
Mary Jane Bridges-Adams (née Daltry ; 19 octobre 1854 - 14 janvier 1939) est une pédagogue et militante sociale britannique. Elle milite en faveur d'une éducation gratuite, obligatoire et laïque pour tous et pour des repas scolaires gratuits.

## Biographie
Mary Bridges-Adams naît en 1854 à Maesycwmmer, Bedwas, Monmouthshire, dans le sud du pays de Galles. Elle la fille de William Daltry, monteur de moteurs gallois, et de son épouse Margaret née Jones. La famille s'installe à Newcastle upon Tyne et, elle travaille comme enseignante dans des écoles de la ville. Elle passe avec succès en 1881 l'examen d'entrée à l'université de Londres et réussit le diplôme intermédiaire en 1882. Elle est diplômée du Bedford College, en grec et en mathématiques en 1882.
Margaret Bridges-Adams enseigne dans des écoles de Birmingham et de Londres. Elle est directrice d'une école élémentaire, un type d'école primaire gratuite établie par la Elementary Education Act 1870, une loi sur l'enseignement élémentaire. Elle épouse Walter Bridges-Adams le 22 octobre 1887 qui meurt en 1902. Son beau-père, William Bridges Adams est ingénieur. Le couple a un fils, William Bridges-Adams, producteur de théâtre.
Elle se présente aux élections du London School Board, pour la division de Greenwich, soutenue par la Royal Arsenal Co-operative Society, les syndicats (le Gas Workers' Union, l'Amalgamated Society of Engineers) et le London Nonconformist Council, d'abord sans succès en 1894, puis elle est élue lors de sa deuxième candidature en 1897, et elle est réélue en 1900 en tant que seule candidate du Parti travailliste indépendant, avec une majorité accrue. Elle reste membre du conseil jusqu'à son abolition en 1903 par le London Education Act,. Les conseils scolaires étaient alors l'un des rares organes élus du Royaume-Uni où les femmes pouvaient siéger. Mary Bridges-Adams s'engage en faveur d'une éducation obligatoire gratuite, accessible aux garçons comme aux filles, avec un programme scolaire laïc et un accès des élèves à des repas scolaires gratuits et à des soins médicaux.
En 1900, elle participe à l'ouverture d'un jardin d'enfants d'inspiration fröbelienne à Woolwich, Londres, premier établissement d'enseignement de ce type en Angleterre. Après la fermeture des conseils scolaires, elle devient secrétaire de Daisy Greville de Warwick. En 1905, les deux femmes font une tournée en automobile pour promouvoir le concept de repas scolaires gratuits. Bridges-Adams fonde la première Open Air School for Recovery, (qui visait à montrer les effets thérapeutiques du plein air et des repas réguliers sur les enfants affaiblis, à Bostall Woods, Londres en 1907 puis une autre à Shooter's Hill, Londres, en 1908.
Elle soutient l'éducation des adultes par le biais de la Plebs League et du Central Labour College, et fonde le Working Women's Movement. Elle s'implique dans d'autres causes, notamment l'amélioration des conditions de vie des femmes de la classe ouvrière : en tant que membre de la coopérative locale de femmes de Woolwich, elle fait campagne pour l'amélioration du logement et de l'assainissement, et pour la construction d'installations culturelles telles qu'un musée et une bibliothèque gratuite. Elle s'engage, en 1917, aux côtés de Joseph King et d'Edward Stanley, pour le maintien du droit d'asile pour les exilés de la Russie tsariste, notamment du futur ministre soviétique, Gueorgui Tchitcherine.
Mary Bridges-Adams meurt à l'hôpital Princess Beatrice, à Londres, le 14 janvier 1939 et est incinérée quatre jours plus tard au Golders Green crematorium.